# Schloss Neu-Pfannberg

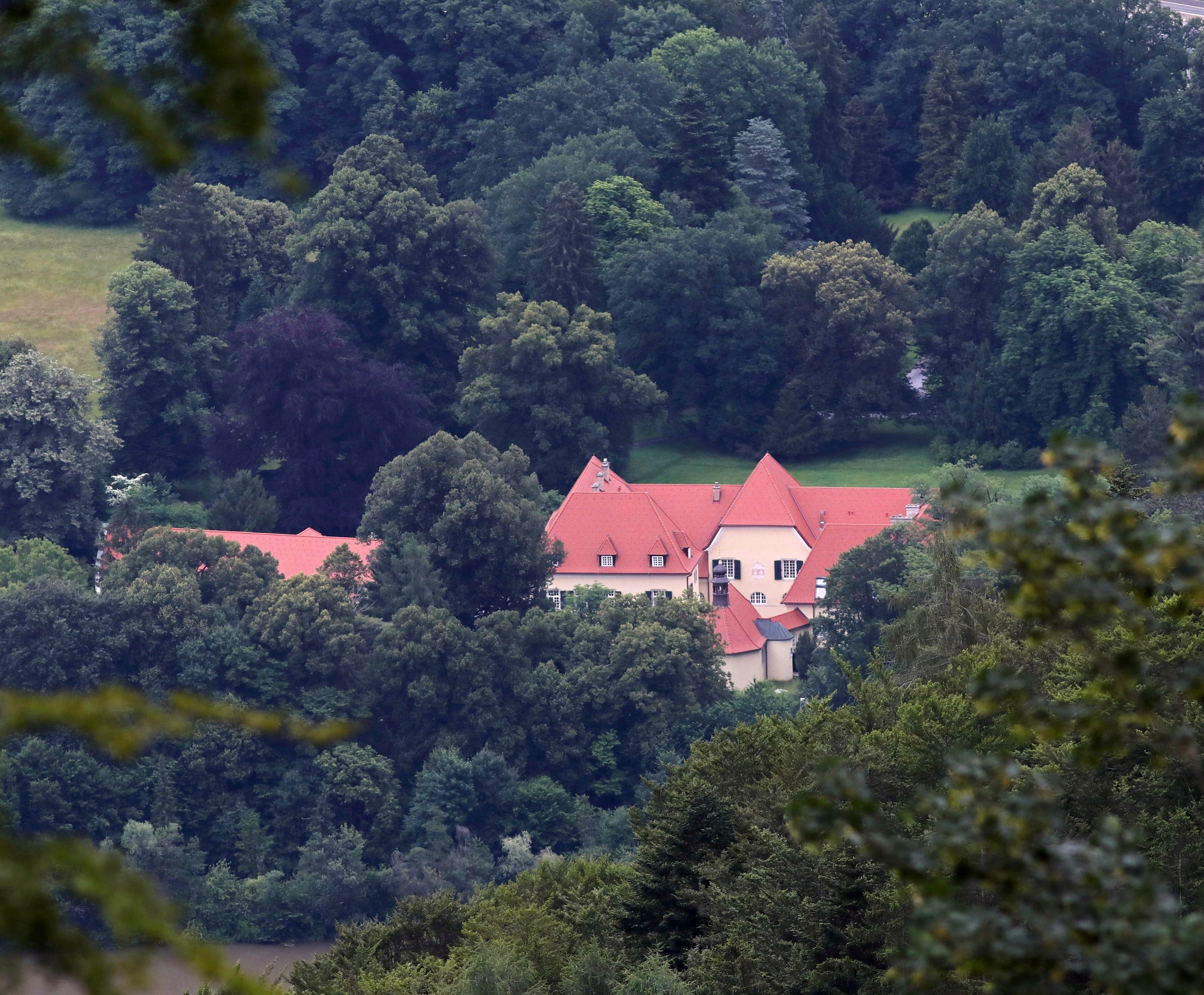
Schloss Neu-Pfannberg

Das Schloss Neu-Pfannberg, auch Schloss Grafendorf genannt, ist ein in Frohnleiten im österreichischen Bundesland Steiermark gelegenes Schloss. Die Geschichte des Anwesens geht bis auf das 13. Jahrhundert zurück, wobei das Schloss selbst aus der ersten Hälfte des 19. Jahrhunderts stammt. Heute befindet es sich im Besitz der Familie Mayr-Melnhof. Das Schloss stand bis 2017 unter Denkmalschutz (Listeneintrag).

## Lage
Das Schloss befindet sich in der zu Frohnleiten gehörenden Katastralgemeinde Mauritzen in der Mayr-Melnhof-Straße 32. Es ist von einem großen englischen Park umgeben.

## Geschichte
Am südlichen Ende des Dorfes Mauritzen befand sich bereits im 13. Jahrhundert ein Wehrbau der Grafen von Pfannberg, der „Grafenhof“ genannt wurde. Ulrich, der erste namentlich bekannte Vertreter dieses Geschlechtes, wurde 1280 genannt. Am Anfang des 14. Jahrhunderts wurde der Grafenhof zu einem Bauernhof. Dieser scheint in den folgenden Jahren abgekommen zu sein, da Veit Denkh zu Grafendorf im 17. Jahrhundert mit dem Bau eines neuen Hofes begann. Im Jahr 1645 ging das Gut an Wolf Freiherr von Jöchlinger, der es mit seiner Herrschaft Pfannberg verband. Damals war der Hof bereits ein Adelssitz.

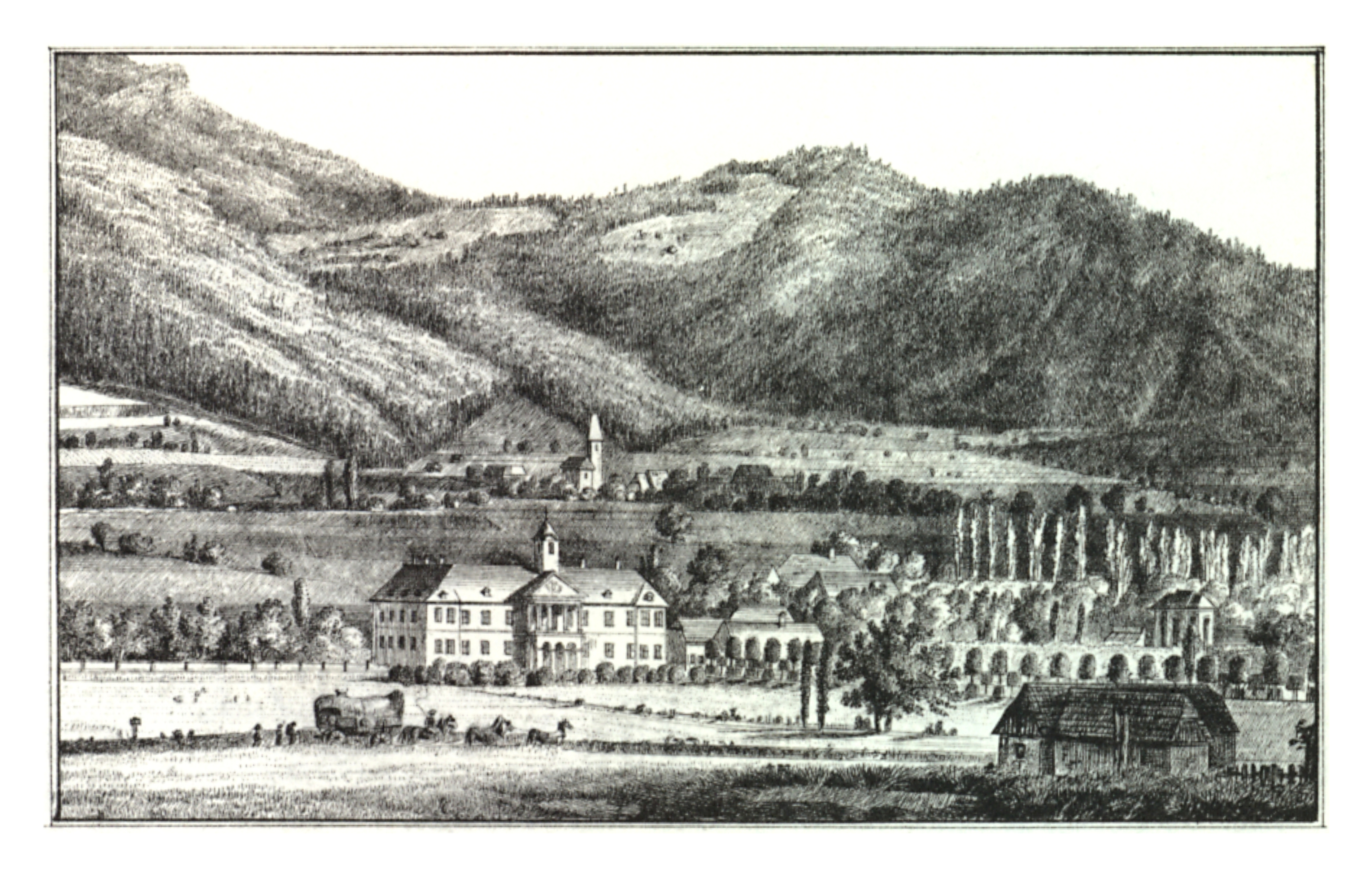
Neu-Pfannberg im Jahr 1825

Franz Anton Edler von Saffran kaufte die Herrschaft 1736 und richtete in Grafendorf, das mittlerweile Neu-Pfannberg genannt wurde, die Herrschaftsverwaltung ein. Im Jahr 1737 wurde der Hof von Maurermeister Joseph Stainberger zu einem Schloss ausgebaut und im Jahr 1804 wurde an der Stelle des Dorfes Mauritzen der heutige Schlossgarten errichtet. Von 1870 bis 1872 waren die Fürsten von Lobkowitz im Besitz des Schlosses. Ihnen folgte die Familie Mayr-Melnhof im Besitz nach. Im 19. und 20. Jahrhundert wurde das Schloss mehrmals umgestaltet. Im Frühling 1945 wurde es von Soldaten niedergebrannt und anschließend wieder aufgebaut. Heute befindet es sich noch im Besitz der Familie Mayr-Melnhof-Saurau.

## Beschreibung
Das zweistöckige Schloss wurde 1737 von Joseph Stainberger errichtet. Seine heutige Gestaltung mit den gewölbten Räumen stammt großteils aus dem 19. Jahrhundert.
An der nordöstlichen Zufahrt zum Schlosspark befindet sich das Schlössl Ruhefeld, auch Gut Ruhefeld genannt. Dieses wurde 1780 von Johann Paul von Wildburg erbaut und 1970 modernisiert.
Im Schlosspark befindet sich der spätgotische Karner des ehemaligen Friedhofes von Mauritzen. Der Karner wurde um 1500 errichtet, ist zweistöckig und hat einen sechseckigen Grundriss. Im Untergeschoß befindet sich das Beinhaus. Dieses wird von einem Fächergewölbe mit einer runden Mittelstütze überwölbt. Das Obergeschoß hat ein sechsteiliges Gewölbe. Die dreibahnigen Spitzbogenfenster haben reiches Maßwerk. Der Bau wird durch ein Rundbogenportal mit Kreuzblume und seitlichen Fialen betreten. Vor dem Portal befindet sich ein Vorbau mit Treppe. Diese hat eine Brüstung, in der ein Römerstein mit drei Brustbildnissen aus der Zeit nach 212 n. Chr. eingemauert ist.
Weiters befindet sich ein aus der Mitte des 18. Jahrhunderts stammender Bildstock mit einer barocken Steinstatue des Johannes Nepomuk im Park.